# Teresa Santianes Giménez
Teresa Santianes Giménez (Oviedo, años 1910 - Gijón, 21 de diciembre de 1937) fue una mujer española, víctima de la represión franquista. 

## Biografía
Teresa Santianes nació en la localidad asturiana de Oviedo. Era hija de María y Antonio, y estaba soltera.
Entre el día 5 y el 29 de noviembre de 1937 estuvo ingresada en el hospital. El 20 de noviembre de ese año, mientras permanecía ingresada, fue juzgada en un consejo de guerra celebrado en el Antiguo Instituto Jovellanos de Gijón. Cuando recibió el alta, fue llevada a la cárcel del Coto de Gijón. Fue ejecutada por fusilamiento en Gijón el 21 de diciembre, a temprana edad. Algunas fuentes afirman que tenía 23 años y otras 26. La ejecutaron junto a cuatro hombres. El cuerpo de Santianes fue enterrado en una fosa común del cementerio de Ceares de Gijón.

## Reconocimientos
- El 14 de abril de 2010, el nombre de Santianes fue uno de los presentes en el monolito homenaje colocado en el cementerio de Ceares de Gijón, en el que se homenajea a las 1.934 víctimas de la represión franquista en la ciudad.[9][10]
- En 2017, se descubrió una placa enfrente del Museo Nicanor Piñole, antiguo edificio del Asilo Pola, en homenaje a las ocho mujeres represaliadas por el franquismo en Gijón entre diciembre de 1937 y agosto de 1939.[11][12] En la placa, además de su nombre, se incluyeron los de Anita Orejas, Anita Vázquez Barrancúa, Estefanía Cueto Puertas, Belarmina Suárez Muñiz, Juana Álvarez Molina, Eladia García Palacios y Máxima Vallinas Fernández.[11][13][12]